# Avo (Währung)

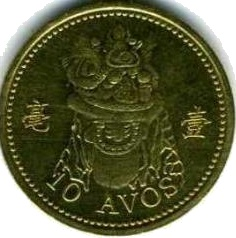
10-Avos-Münze, Macau, 1993
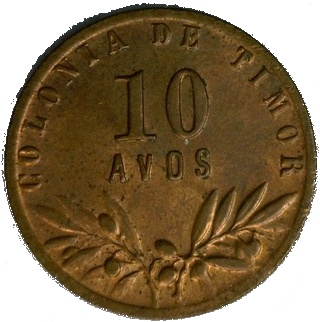
10-Avos-Münze, Portugiesisch-Timor, 1951

Der Avo (Plural: Avos, abgekürzt Avs) ist eine Währungsuntereinheit des Pataca Macaus sowie bis 1959 des Pataca Portugiesisch-Timors. 100 Avos entsprechen in beiden Währungen einem Pataca.